# Феномен

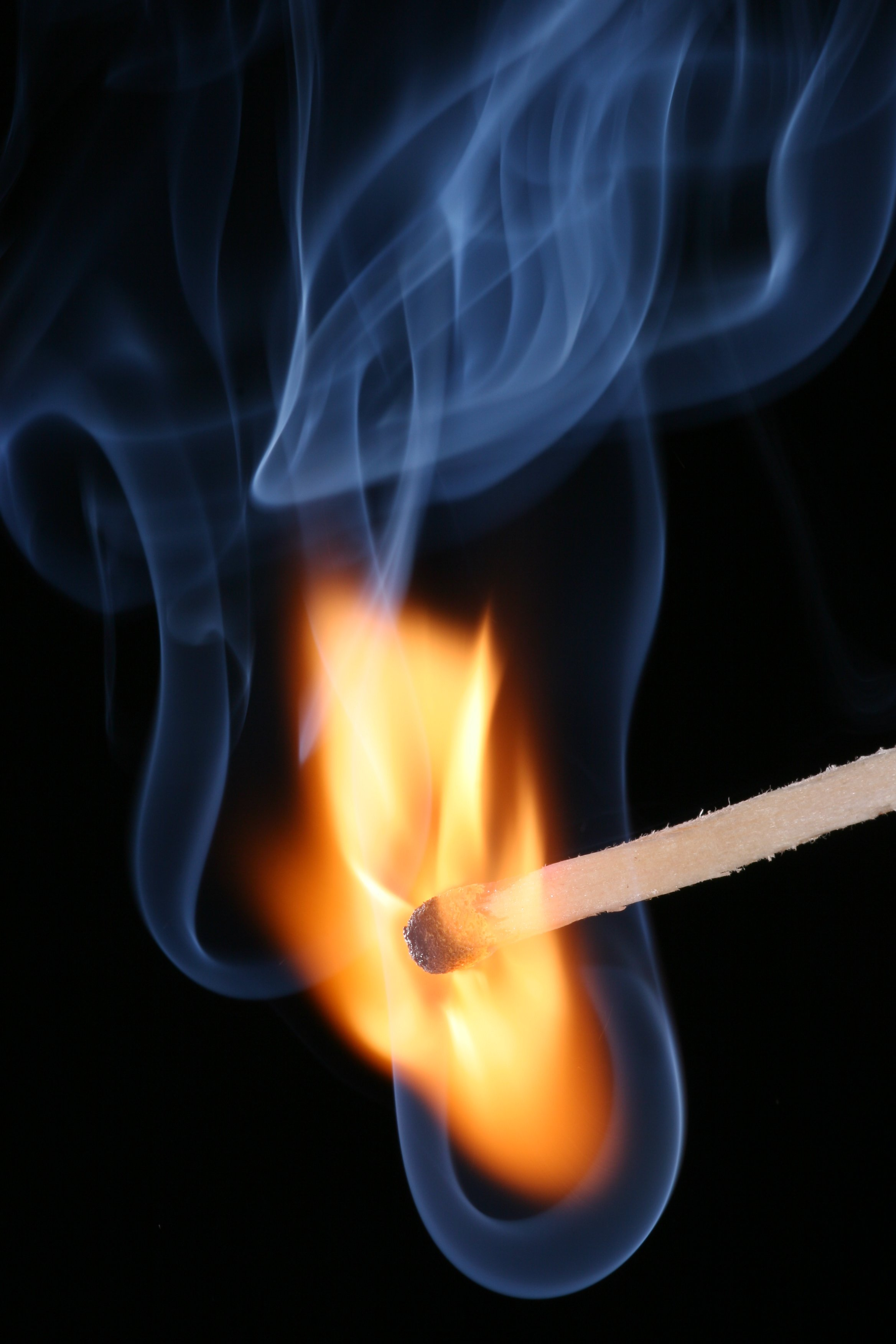
Горіння — явище, яке ми спостерігаємо, і воно ж — феномен.

Фено́мен (грец. φαινόμενον — є, має місце, явище) — незвичайне явище, рідкісний факт, який важко збагнути.

## У філософії
У філософському сенсі слово «феномен» часто застосовується для позначення явищ, які досягаються на чуттєвому рівні на противагу слову «ноумен», що означає явище, зрозуміле розумом. В новоєвропейській філософії, за визначенням Канта, феномен — будь-яке явище, яке може бути пізнане на основі досвіду.
І. Кант для визначення взаєзв’язків у світі феноменів і їх пояснення з допомогою міркування, виділяв категорії: кількості (єдність, множина, цілісність), якості (реальність, заперечення, обмеження), співвідношень (субстанція, приналежність, детермінація, взаємодія), модальності (можливість і неможливість, існування і небуття, необхідність і випадковість).

## У фізиці
У фізиці та природознавстві загалом термін «феномен» зрідка вживається як синонім терміна «явище». Похідний термін «феноменологічна теорія» має значення теорії, яка описує риси певних явищ із загальних принципів, застосовуючи певні феноменологічні параметри і не розглядаючи конкретний механізм явища з мікроскопічної атомарної точки зору.

## У гемології
У гемології феномен — це незвичайний оптичний ефект, демонстрований дорогоцінним каменем. До гемологічних феноменів належать блиск, астеризм, полиск мінералів, адуляресценція, іризація, гра кольорів та інші.

## У природничій науці
У природничих науках феномен - спостережуване явище чи подія. Часто цей термін використовується без розгляду причин цієї події. Прикладами фізичних феноменів можуть служити спостережуваний феномен місячної орбіти або феномен коливань маятника.

## Популярні феномени
У загальному вжитку феноменом часто називають незвичайну подію, явище, особу.

## Колективні та соціальні феномени
Колективні феномени стосуються поведінки у певній групі окремих істот, здебільшого людей. Поведінка окремих осіб часто змінюється в оточенні колектива і вся група може мати власні особливості поведінки через стадне почуття.
Соціальні феномени стосуються відносин та подій між індивідами у суспільстві в цілому, або у значній його частині.